# Памірознавство
Памірознавство (тадж. Помиршиносӣ; англ. Pamir studies) — міждисциплінарна східнознавча регіонознавча наука, сконцентрована на комплексному вивченні памірських народів, їх історії, культури та мови (памірські мови), країн де памірські народи є корінним народом і проживає велика їх частина (східний Таджикистан, північно-східний Афганістан, північний Пакистан, південно-західний Китай). Памірознавство є складовою і невід'ємною частиною таджикознавства і афганістики, які у свою чергу є складовою і невід'ємною частиною іраністики. Засновником наукового таджикознавства і памірознавства вважається радянський орієнталіст — Іван Іванович Зарубін (1887-1964).

## Центри вивчення
Памірознавство вивчається спільно з таджикознавством, афганістикой та іраністикой. Центри вивчення в основному розташовані у вищих навчальних закладах пострадянського простору, а також в деяких країнах далекого зарубіжжя. В інших країнах памірознавство як і таджикознавство, включається до складу іраністики і майже не вивчається окремо.

### Афганістан
- Факультет філології та літератури Кабульського університету

### Велика Британія
- Інститут сходознавства Оксфордського університету

### Росія
- Кафедра іранської філології філологічного відділення Інституту країн Азії і Африки МДУ
- Кафедра країн Центральної Азії та Кавказу в кафедрі комплексного навчання Інституту країн Азії та Африки МДУ
- Центр з вивчення Центральної Азії і Кавказу у дослідницькому центрі Інституту країн Азії та Африки МДУ
- Центр вивчення Центральної Азії, Кавказу та Урало-Надволжя у Інституті сходознавства РАН
- Відділ мов Азії Інституту сходознавства РАН
- Кафедра іранської філології Східного факультету СПбДУ
- Кафедра Центральної Азії та Кавказу на Східному факультеті СПбДУ
- Відділ Центральної та Південної Азії Інституту східних рукописів РАН

### США
- Інститут сходознавства Чиказького університету

### Таджикистан
- Інститут історії, археології та етнографії імені Ахмада Доніша Академії наук Республіки Таджикистану
- Інститут мови, літератури сходознавства і писемної спадщини імені Рудакі Академії наук Республіки Таджикистан
- Центр памірознавства Таджицького національного університету

### Узбекистан
- Кафедра ірано-афганської філології факультета східної філології Ташкентського державного інституту сходознавства

### Україна
- Інститут сходознавства імені Агатангела Кримського